# Cúp FA 2019-20
Cúp FA 2019–20 (còn được gọi là Cúp bóng đá Anh) là mùa giải thứ 139 của giải đấu bóng đá lâu đời nhất thế giới. Giải đấu được tài trợ bởi Emirates và còn được gọi là The Emirates FA Cup vì mục đích tài trợ.
Manchester City là đội đương kim vô địch, nhưng họ đã không bảo vệ được danh hiệu sau khi bị Arsenal loại ở bán kết vào ngày 18 tháng 7.
Ngày 13 tháng 3 năm 2020, FA Cup cũng như phần còn lại của các giải bóng đá chuyên nghiệp ở Anh bị tạm hoãn do ảnh hưởng của đại dịch COVID-19. Ngày 29 tháng 3 năm 2020, FA đã công bố kế hoạch khởi động lại giải đấu với vòng tứ kết được dự kiến sẽ diễn ra vào ngày 28 và 29 tháng 6, với trận chung kết dự kiến vào ngày 1 tháng 8 năm 2020. Tất cả các trận đấu còn lại bao gồm cả trận chung kết được diễn ra mà không có khán giả.
Arsenal đã giành chiến thắng trong trận chung kết sau khi đánh bại Chelsea với tỷ số 2–1. Đây là chức vô địch lần thứ 14 của họ, một kỷ lục của giải đấu.

## Danh sách đội tham dự
| Vòng đấu     | Số đội còn lại       | Số đội được chọn   | Đội thắng từ vòng trước | Đội mới            | Hạng đấu mới lọt vào                            |
| ------------ | -------------------- | ------------------ | ----------------------- | ------------------ | ----------------------------------------------- |
| Vòng 1       | 123 (Ban đầu là 124) | 79 (Ban đầu là 80) | 32                      | 47 (Ban đầu là 48) | 23 đội từ League One 24 đội từ League Two       |
| Vòng 2       | 84                   | 40                 | 40                      | 0                  | 0                                               |
| Vòng 3       | 64                   | 64                 | 20                      | 44                 | 20 đội từ Premier League 24 đội từ Championship |
| Vòng 4       | 32                   | 32                 | 32                      | 0                  | 0                                               |
| Vòng 5       | 16                   | 16                 | 16                      | 0                  | 0                                               |
| Vòng tứ kết  | 8                    | 8                  | 8                       | 0                  | 0                                               |
| Vòng bán kết | 4                    | 4                  | 4                       | 0                  | 0                                               |
| Chung kết    | 2                    | 2                  | 2                       | 0                  | 0                                               |

Ghi chú:
1. ↑  Bury được tham gia giải từ vòng 1, trước khi bị trục xuất khỏi EFL. Sau đó, họ đã bị trục xuất khỏi FA Cup vào ngày 29 tháng 8 năm 2019.[4] Vào ngày 16 tháng 10 năm 2019, FA đã thông báo rằng một câu lạc bộ - đội cuối cùng còn lại trong lễ bốc thăm sẽ được đặt cách vào thẳng vòng 2.[5]

## Ngày bốc thăm và các vòng đấu
Lần đầu tiên, các trận đấu tại vòng 5 được diễn ra vào giữa tuần thay vì cuối tuần để phù hợp với "kỳ nghỉ đông".
| Giai đoạn      | Vòng đấu             | Ngày bốc thăm                               | Địa điểm bốc thăm                               | Ngày bắt đầu thi đấu                        | Ref.  |
| -------------- | -------------------- | ------------------------------------------- | ----------------------------------------------- | ------------------------------------------- | ----- |
| Vòng loại      | Vòng sơ loại bổ sung | 12 tháng 7 năm2019                          | Sân vận động Wembley                            | 10 tháng 8 năm 2019                         | [ 7 ] |
| Vòng loại      | Vòng sơ loại         | 12 tháng 7 năm2019                          | Sân vận động Wembley                            | 24 tháng 8 năm 2019                         | [ 7 ] |
| Vòng loại      | Vòng loại thứ nhất   | 27 tháng 8 năm 2019                         | Sân vận động Wembley                            | 7 tháng 9 năm 2019                          | [ 7 ] |
| Vòng loại      | Vòng loại thứ hai    | 9 tháng 9 năm 2019                          | Sân vận động Wembley                            | 21 tháng 9 năm 2019                         | [ 7 ] |
| Vòng loại      | Vòng loại thứ ba     | 23 tháng 9 năm 2019                         | Sân vận động Wembley                            | 5 tháng 10 năm 2019                         | [ 7 ] |
| Vòng loại      | Vòng loại thứ tư     | 7 tháng 10 năm 2019                         | Sân vận động Wembley                            | 19 tháng 10 năm 2019                        | [ 7 ] |
| Vòng đấu chính | Vòng 1               | 21 tháng 10 năm 2019                        | Wallace Binder Ground (Maldon & Tiptree)        | 8 tháng 11 năm 2019                         | [ 7 ] |
| Vòng đấu chính | Vòng 2               | 11 tháng 11 năm 2019                        | Oaklands Park (Chichester City)                 | ngày 29 tháng 11 năm 2019                   | [ 7 ] |
| Vòng đấu chính | Vòng 3               | 2 tháng 12 năm 2019                         | Sân vận động Etihad (Manchester City)           | 3 tháng 1 năm 2020                          | [ 7 ] |
| Vòng đấu chính | Vòng 4               | 6 tháng 1 năm 2020                          | Sân vận động Emirates (Arsenal)                 | 24 tháng 1 năm 2020                         | [ 7 ] |
| Vòng đấu chính | Vòng 5               | 27 tháng 1 năm 2020                         | BBC Broadcasting House                          | 2 tháng 3 năm 2020                          | [ 7 ] |
| Vòng đấu chính | Tứ kết               | 4 tháng 3 năm 2020                          | Sân vận động Hillsborough (Sheffield Wednesday) | 27 tháng 6 năm 2020 (ban đầu là 21 tháng 3) | [ 7 ] |
| Vòng đấu chính | Bán kết              | 28 tháng 6 năm 2020 (ban đầu là 22 tháng 3) | St James' Park (Newcastle United)               | 18 tháng 7 năm 2020 (ban đầu là 18 tháng 4) | [ 7 ] |
| Vòng đấu chính | Chung kết            | 28 tháng 6 năm 2020 (ban đầu là 22 tháng 3) | St James' Park (Newcastle United)               | 1 tháng 8 năm 2020 (ban đầu là 23 tháng 5)  | [ 7 ] |

## Vòng loại
Xem thêm: Vòng loại cúp FA 2019–20
Tất cả các đội không thi đấu tại Premier League hoặc hệ thống các giải English Football League sẽ đấu loại để chọn ra 32 đội, cùng với 24 đội từ giải hạng nhì và 24 đội từ giải hạng ba (tổng cộng 80 đội) tham dự vòng 1. Giai đoạn vòng loại bắt đầu bằng vòng sơ loại bổ sung vào ngày 10 tháng 8 năm 2019. Vòng loại cuối cùng (vòng loại thứ 4) sẽ bắt đầu vào ngày 19 tháng 10 năm 2019.

## Vòng 1
Lễ bốc thăm vòng 1 được diễn ra vào ngày 21 tháng 10 năm 2019. 32 đội vượt qua vòng loai sẽ cùng với 47 câu lạc bộ từ League One và League Two tạo thành 39 cặp đấu. Do Bury bị trục xuất khỏi giải nên Chichester City (đội còn lại cuối cùng của lễ bốc thăm) được vòng thẳng vòng 2.
| 8 tháng 11 năm 2019 | Dulwich Hamlet (6) | 1–4      | Carlisle United (4)                          | East Dulwich, London                                                      |  |
| 19:55 GMT           | C. Smith 49'       | Chi tiết | Olomola 8' · McKirdy 37', 86' · M. Jones 55' | Sân vận động: Champion Hill Lượng khán giả: 3,336 Trọng tài: James Oldham |  |

| 9 tháng 11 năm 2019 | Sunderland (3) | 1–1      | Gillingham (3) | Sunderland                                                                             |  |
| 13:00 GMT           | McGeady 15'    | Chi tiết | Lee 46'        | Sân vận động: Sân vận động Ánh Sáng Lượng khán giả: 7,892 Trọng tài: Michael Salisbury |  |

| 19 tháng 11 năm 2019 Đấu lại | Gillingham (3) | 1–0 (s.h.p.) | Sunderland (3) | Gillingham                                                                         |  |
| 19:45 GMT                    | Hanlan 105'    | Chi tiết     |                | Sân vận động: Sân vận động Priestfield Lượng khán giả: 3,561 Trọng tài: Alan Young |  |

| 9 tháng 11 năm 2019 | Ipswich Town (3) | 1–1      | Lincoln City (3) | Ipswich                                                                    |  |
| 15:00 GMT           | Dozzell 79'      | Chi tiết | Walker 37'       | Sân vận động: Portman Road Lượng khán giả: 11,598 Trọng tài: Kevin Johnson |  |

| 20 tháng 11 năm 2019 Đấu lại | Lincoln City (3) | 0–1      | Ipswich Town (3) | Lincoln                                                                |  |
| 19:45 GMT                    |                  | Chi tiết | Judge 90+4'      | Sân vận động: Sincil Bank Lượng khán giả: 6,781 Trọng tài: Andy Haines |  |

| 9 tháng 11 năm 2019 | Oxford City (6) | 1–5      | Solihull Moors (5)                     | Oxford                                                                 |  |
| 15:00 GMT           | Wiltshire 80'   | Chi tiết | McCallum 10' · Ball 32', 42', 46', 51' | Sân vận động: Marsh Lane Lượng khán giả: 667 Trọng tài: Thomas Parsons |  |

| 9 tháng 11 năm 2019 | Crawley Town (4)                                            | 4–1      | Scunthorpe United (4) | Crawley                                                                           |  |
| 15:00 GMT           | Nadesan 35' · Grego-Cox 82', 90+6' · Nathaniel-George 90+4' | Chi tiết | Colclough 79'         | Sân vận động: Sân vận động Broadfield Lượng khán giả: 1,706 Trọng tài: Lee Swabey |  |

| 9 tháng 11 năm 2019 | Colchester United (4) | 0–2      | Coventry City (3)          | Colchester                                                                                  |  |
| 15:00 GMT           |                       | Chi tiết | Shipley 11' · McCallum 27' | Sân vận động: Colchester Community Stadium Lượng khán giả: 2,919 Trọng tài: Chris Sarginson |  |

| 9 tháng 11 năm 2019 | Bolton Wanderers (3) | 0–1      | Plymouth Argyle (4) | Bolton                                                                                   |  |
| 15:00 GMT           |                      | Chi tiết | McFadzean 11'       | Sân vận động: University of Bolton Stadium Lượng khán giả: 6,992 Trọng tài: Robert Lewis |  |

| 9 tháng 11 năm 2019 | Maidstone United (6) | 1–0      | Torquay United (5) | Maidstone                                                                 |  |
| 15:00 GMT           | Wishart 19'          | Chi tiết |                    | Sân vận động: Gallagher Stadium Lượng khán giả: 2,330 Trọng tài: Joe Hull |  |

| 9 tháng 11 năm 2019 | Cambridge United (4) | 1–1      | Exeter City (4) | Cambridge                                                                 |  |
| 15:00 GMT           | Smith 90+3'          | Chi tiết | Fisher 34'      | Sân vận động: Abbey Stadium Lượng khán giả: 2,302 Trọng tài: Peter Wright |  |

| 9 tháng 11 năm 2019 Đấu lại | Exeter City (4) | 1–0      | Cambridge United (4) | Exeter                                                                   |  |
| 19:45 GMT                   | Fisher 70'      | Chi tiết |                      | Sân vận động: St James Park Lượng khán giả: 2,719 Trọng tài: Sam Purkiss |  |

| 9 tháng 11 năm 2019 | Stourbridge (7)         | 2–2      | Eastleigh (5)             | Amblecote                                                                                  |  |
| 15:00 GMT           | Lloyd 25' · Grocott 52' | Chi tiết | Barnett 35' · Rendell 86' | Sân vận động: War Memorial Athletic Ground Lượng khán giả: 1,846 Trọng tài: Samuel Barrott |  |

| 9 tháng 11 năm 2019 Đấu lại | Eastleigh (5)                                 | 3–0      | Stourbridge (7) | Eastleigh                                                              |  |
| 19:45 GMT                   | Rendell 50' (ph.đ.) · Smart 69' · Johnson 78' | Chi tiết |                 | Sân vận động: Ten Acres Lượng khán giả: 1,509 Trọng tài: Peter Gibbons |  |

| 9 tháng 11 năm 2019 | Salford City (4) | 1–1      | Burton Albion (3) | Salford                                                             |  |
| 15:00 GMT           | Towell 83'       | Chi tiết | Fraser 78'        | Sân vận động: Moor Lane Lượng khán giả: 2,724 Trọng tài: Alan Young |  |

| 9 tháng 11 năm 2019 Đấu lại | Burton Albion (3)                                     | 4–1      | Salford City (4) | Burton upon Trent                                                           |  |
| 19:45 GMT                   | Akins 42' · Templeton 64' · Brayford 70' · Sarkic 81' | Chi tiết | Touray 52'       | Sân vận động: Pirelli Stadium Lượng khán giả: 1,479 Trọng tài: Marc Edwards |  |

| 9 tháng 11 năm 2019 | Forest Green Rovers (4)                                     | 4–0      | Billericay Town (6) | Nailsworth                                                                   |  |
| 15:00 GMT           | Stevens 38' · J. Mills 45' · Aitchison 45+2' · Shephard 65' | Chi tiết |                     | Sân vận động: The New Lawn Lượng khán giả: 1,419 Trọng tài: Graham Salisbury |  |

| 9 tháng 11 năm 2019 | Ebbsfleet United (5)        | 2–3      | Notts County (5)                | Northfleet                                                                 |  |
| 15:00 GMT           | Payne 7' · Ugwu 89' (ph.đ.) | Chi tiết | Wootton 34', 58' · Turner 90+3' | Sân vận động: Stonebridge Road Lượng khán giả: 1,206 Trọng tài: Carl Brook |  |

| 9 tháng 11 năm 2019 | Walsall (4)            | 2–2      | Darlington (6)               | Walsall                                                                     |  |
| 15:00 GMT           | Lavery 86' · Bates 89' | Chi tiết | Holness 17' · Wheatley 90+7' | Sân vận động: Bescot Stadium Lượng khán giả: 2,882 Trọng tài: Adrian Quelch |  |

| 20 tháng 11 năm 2019 Đấu lại | Darlington (6) | 0–1      | Walsall (4) | Darlington                                                                    |  |
| 19:45 GMT                    |                | Chi tiết | Lavery 68'  | Sân vận động: Blackwell Meadows Lượng khán giả: 3,106 Trọng tài: Scott Oldham |  |

| 9 tháng 11 năm 2019 | Nantwich Town (7) | 0–1      | AFC Fylde (5) | Nantwich                                                                  |  |
| 15:00 GMT           |                   | Chi tiết | Croasdale 44' | Sân vận động: Weaver Stadium Lượng khán giả: 1,544 Trọng tài: Ben Speedie |  |

| 9 tháng 11 năm 2019 | AFC Wimbledon (3) | 1–1      | Doncaster Rovers (3) | Norbiton, London                                                           |  |
| 15:00 GMT           | Pigott 43'        | Chi tiết | Anderson 63'         | Sân vận động: Kingsmeadow Lượng khán giả: 2,777 Trọng tài: Darren Drysdale |  |

| 19 tháng 11 năm 2019 Đấu lại | Doncaster Rovers (3)        | 2–0      | AFC Wimbledon (3) | Doncaster                                                                       |  |
| 19:45 GMT                    | Coppinger 52' · Bingham 70' | Chi tiết |                   | Sân vận động: Keepmoat Stadium Lượng khán giả: 3,413 Trọng tài: Chris Sarginson |  |

| 9 tháng 11 năm 2019 | Shrewsbury Town (3) | 1–1      | Bradford City (4) | Shrewsbury                                                            |  |
| 15:00 GMT           | Laurent 28'         | Chi tiết | Oteh 19'          | Sân vận động: New Meadow Lượng khán giả: 3,764 Trọng tài: Sam Purkiss |  |

| 19 tháng 11 năm 2019 Đấu lại | Bradford City (4) | 0–1      | Shrewsbury Town (3) | Bradford                                                                  |  |
| 19:45 GMT                    |                   | Chi tiết | Edwards 66'         | Sân vận động: Valley Parade Lượng khán giả: 3,888 Trọng tài: Paul Marsden |  |

| 9 tháng 11 năm 2019 | Grimsby Town (4) | 1–1      | Newport County (4) | Cleethorpes                                                                |  |
| 15:00 GMT           | Waterfall 43'    | Chi tiết | Amond 80' (ph.đ.)  | Sân vận động: Blundell Park Lượng khán giả: 2,086 Trọng tài: Leigh Doughty |  |

| 20 tháng 11 năm 2019 Đấu lại | Newport County (4)        | 2–0      | Grimsby Town (4) | Newport                                                                     |  |
| 19:45 GMT                    | Amond 50' · Labadie 90+2' | Chi tiết |                  | Sân vận động: Rodney Parade Lượng khán giả: 2,053 Trọng tài: Darren Handley |  |

| 9 tháng 11 năm 2019 | Mansfield Town (4) | 1–0      | Chorley (5) | Mansfield                                                               |  |
| 15:00 GMT           | Maynard 81'        | Chi tiết |             | Sân vận động: Field Mill Lượng khán giả: 2,418 Trọng tài: Savvas Yianni |  |

| 9 tháng 11 năm 2019 | Tranmere Rovers (3) | 2–2      | Wycombe Wanderers (3)     | Birkenhead                                                             |  |
| 15:00 GMT           | Morris 3', 67'      | Chi tiết | Jacobson 26' · Samuel 55' | Sân vận động: Prenton Park Lượng khán giả: 3,849 Trọng tài: Martin Coy |  |

| 20 tháng 11 năm 2019 Đấu lại | Wycombe Wanderers (3) | 1–2 (s.h.p.) | Tranmere Rovers (3)       | High Wycombe                                                               |  |
| 19:45 GMT                    | Stewart 45'           | Chi tiết     | Ferrier 55' · Morris 115' | Sân vận động: Adams Park Lượng khán giả: 2,928 Trọng tài: Graham Salisbury |  |

| 9 tháng 11 năm 2019 | Carshalton Athletic (7) | 1–4      | Boston United (6)                             | Carshalton                                                                           |  |
| 15:00 GMT           | Pattison 72'            | Chi tiết | Thanoj 33', 90+1' · Shiels 37' · Wright 90+3' | Sân vận động: War Memorial Sports Ground Lượng khán giả: 1,859 Trọng tài: Tom Reeves |  |

| 9 tháng 11 năm 2019 | Cheltenham Town (4) | 1–1      | Swindon Town (4) | Cheltenham                                                               |  |
| 15:00 GMT           | Addai 90+3'         | Chi tiết | Yates 90+1'      | Sân vận động: Whaddon Road Lượng khán giả: 3,456 Trọng tài: Scott Oldham |  |

| 19 tháng 11 năm 2019 Đấu lại | Swindon Town (4) | 0–1      | Cheltenham Town (4) | Swindon                                                                      |  |
| 19:45 GMT                    |                  | Chi tiết | Addai 50'           | Sân vận động: County Ground Lượng khán giả: 3,000 Trọng tài: Darren Drysdale |  |

| 9 tháng 11 năm 2019 | Accrington Stanley (3) | 0–2      | Crewe Alexandra (4)             | Accrington                                                            |  |
| 15:00 GMT           |                        | Chi tiết | Kirk 45+2' · Porter 67' (ph.đ.) | Sân vận động: Crown Ground Lượng khán giả: 1,655 Trọng tài: Neil Hair |  |

| 9 tháng 11 năm 2019 | Maidenhead United (5) | 1–3      | Rotherham United (3)                  | Maidenhead                                                           |  |
| 15:00 GMT           | Cassidy 25'           | Chi tiết | Ihiekwe 69' · Ladapo 75' · Crooks 78' | Sân vận động: York Road Lượng khán giả: 1,924 Trọng tài: Ollie Yates |  |

| 9 tháng 11 năm 2019 | Blackpool (3)                                             | 4–1      | Morecambe (4)  | Blackpool                                                                 |  |
| 15:00 GMT           | Delfouneso 9' · Gnanduillet 24' · Virtue 45' · Kaikai 84' | Chi tiết | Stockton 45+2' | Sân vận động: Bloomfield Road Lượng khán giả: 5,371 Trọng tài: Ross Joyce |  |

| 9 tháng 11 năm 2019 | Milton Keynes Dons (3) | 0–1      | Port Vale (4) | Milton Keynes                                                         |  |
| 15:00 GMT           |                        | Chi tiết | Worrall 20'   | Sân vận động: Stadium MK Lượng khán giả: 3,598 Trọng tài: Craig Hicks |  |

| 9 tháng 11 năm 2019 | Stevenage (4) | 1–1      | Peterborough United (3) | Stevenage                                                                  |  |
| 15:00 GMT           | List 56'      | Chi tiết | Maddison 79'            | Sân vận động: Broadhall Way Lượng khán giả: 2,981 Trọng tài: Nick Kinseley |  |

| 19 tháng 11 năm 2019 Đấu lại | Peterborough United (3)   | 2–0      | Stevenage (4) | Peterborough                                                           |  |
| 19:45 GMT                    | Eisa 11' · R. Jones 90+4' | Chi tiết |               | Sân vận động: London Road Lượng khán giả: 3,593 Trọng tài: Ollie Yates |  |

| 10 tháng 11 năm 2019 | Dover Athletic (5) | 1–0      | Southend United (3) | River                                                                             |  |
| 12:00 GMT            | Sotiriou 84'       | Chi tiết |                     | Sân vận động: Crabble Athletic Ground Lượng khán giả: 1,754 Trọng tài: David Rock |  |

| 10 tháng 11 năm 2019 | Barnet (5) | 0–2      | Fleetwood Town (3)     | Canons Park, London                                                        |  |
| 12:45 GMT            |            | Chi tiết | Evans 29' · Hunter 90' | Sân vận động: The Hive Stadium Lượng khán giả: 1,100 Trọng tài: John Busby |  |

| 10 tháng 11 năm 2019 | Bristol Rovers (3) | 1–1      | Bromley (5) | Bristol                                                                          |  |
| 12:45 GMT            | Leahy 78'          | Chi tiết | Bush 83'    | Sân vận động: Memorial Stadium Lượng khán giả: 3,649 Trọng tài: Daniel Middleton |  |

| 19 tháng 11 năm 2019 Đấu lại | Bromley (5) | 0–1      | Bristol Rovers (3) | Bromley, London                                                               |  |
| 19:45 GMT                    |             | Chi tiết | Clarke-Harris 3'   | Sân vận động: Hayes Lane Lượng khán giả: 4,558 Trọng tài: Christopher Pollard |  |

| 10 tháng 11 năm 2019 | Leyton Orient (4) | 1–2      | Maldon & Tiptree (8)  | Leyton, London                                                                  |  |
| 12:45 GMT            | Dayton 67'        | Chi tiết | Parish 43' · Slew 65' | Sân vận động: Brisbane Road Lượng khán giả: 3,425 Trọng tài: Charles Breakspear |  |

| 10 tháng 11 năm 2019 | Chippenham Town (6) | 0–3      | Northampton Town (4)          | Chippenham                                                                          |  |
| 12:45 GMT            |                     | Chi tiết | Smith 22' · Oliver 26', 45+3' | Sân vận động: Hardenhuish Park Lượng khán giả: 2,625 Trọng tài: Christopher Pollard |  |

| 10 tháng 11 năm 2019 | Macclesfield Town (4) | 0–4      | Kingstonian (7)                                | Macclesfield                                                       |  |
| 12:45 GMT            |                       | Chi tiết | Hector 7' · Theophanous 11', 69' · Bennett 47' | Sân vận động: Moss Rose Lượng khán giả: 996 Trọng tài: Will Finnie |  |

| 10 tháng 11 năm 2019 | York City (6) | 0–1      | Altrincham (6) | York                                                                       |  |
| 12:45 GMT            |               | Chi tiết | Peers 82'      | Sân vận động: Bootham Crescent Lượng khán giả: 3,222 Trọng tài: James Bell |  |

| 10 tháng 11 năm 2019 | Wrexham (5) | 0–0      | Rochdale (3) | Wrexham                                                                        |  |
| 12:45 GMT            |             | Chi tiết |              | Sân vận động: Racecourse Ground Lượng khán giả: 3,274 Trọng tài: Trevor Kettle |  |

| 19 tháng 11 năm 2019 Đấu lại | Rochdale (3) | 1–0      | Wrexham (5) | Rochdale                                                                |  |
| 19:45 GMT                    | McShane 8'   | Chi tiết |             | Sân vận động: Spotland Lượng khán giả: 1,628 Trọng tài: Seb Stockbridge |  |

| 10 tháng 11 năm 2019 | Gateshead (6) | 1–2      | Oldham Athletic (4)    | Gateshead                                                                       |  |
| 12:45 GMT            | Agnew 53'     | Chi tiết | Morais 28' · Smith 77' | Sân vận động: International Stadium Lượng khán giả: 2,199 Trọng tài: Josh Smith |  |

| 10 tháng 11 năm 2019 | Hayes & Yeading United (7) | 0–2      | Oxford United (3)   | Hayes, London                                                                   |  |
| 14:15 GMT            |                            | Chi tiết | Long 29' · Hall 69' | Sân vận động: Beaconsfield Road Lượng khán giả: 1,501 Trọng tài: Darren Handley |  |

| 11 tháng 11 năm 2019 | Harrogate Town (5) | 1–2      | Portsmouth (3)             | Harrogate                                                                      |  |
| 20:40 GMT            | Beck 7'            | Chi tiết | Haunstrup 17' · Curtis 41' | Sân vận động: Wetherby Road Lượng khán giả: 3,048 Trọng tài: Anthony Backhouse |  |

| 12 tháng 11 năm 2019 | Yeovil Town (5) | 1–4      | Hartlepool United (5)                                    | Yeovil                                                               |  |
| 19:45 GMT            | D'Ath 3'        | Chi tiết | James 6' · Holohan 20' · Kabamba 59' · Touré 86' (ph.đ.) | Sân vận động: Huish Park Lượng khán giả: 2,361 Trọng tài: Carl Brook |  |

|  | Chichester City (8) | – |  |  |  |
|  |                     |   |  |  |  |

## Tứ kết
Lễ bốc thăm vòng tứ kết diễn ra vào ngày 4 tháng 3 năm 2020. Tất cả các đội bóng ở vòng này đều đến từ Giải Ngoại hạng Anh, vòng tứ kết toàn Giải Ngoại hạng Anh đầu tiên kể từ mùa giải 2005–06.
Các trận đấu dự kiến diễn ra vào ngày 21 và 22 tháng 3 năm 2020, trước khi bị hoãn lại vào ngày 13 tháng 3 năm 2020 do đại dịch COVID-19. Các trận đấu đã được sửa đổi thành ngày 27 và 28 tháng 6 năm 2020 sau khi thời gian tạm dừng kết thúc. Tất cả các trận đấu đều được diễn ra không khán giả.
Như một cử chỉ đoàn kết sau vụ sát hại George Floyd, huy hiệu 'Black Lives Matter' được tất cả các cầu thủ sử dụng từ vòng này trở đi. FA cũng ủng hộ bất kỳ cầu thủ nào chọn "quỳ gối" trước hoặc trong các trận đấu. Ngoài ra, huy hiệu tri ân NHS cũng được sử dụng trên tất cả các bộ quần áo trong phần còn lại của mùa giải. Tất cả các đội trừ Sheffield United và Newcastle United đều đeo cả hai huy hiệu ở mặt trước, các đội khác đặt huy hiệu BLM bên dưới số của cầu thủ ở mặt sau áo.
| 27 tháng 6 năm 2020 | Norwich City | 1–2 (s.h.p.) | Manchester United         | Norwich                                                         |  |
| 17:30 BST           | Cantwell 75' | Chi tiết     | Ighalo 51' · Maguire 118' | Sân vận động: Carrow Road Lượng khán giả: 0 Trọng tài: Jon Moss |  |

| 28 tháng 6 năm 2020 | Sheffield United | 1–2      | Arsenal                           | Sheffield                                                            |  |
| 13:00 BST           | McGoldrick 87'   | Chi tiết | Pépé 25' (ph.đ.) · Ceballos 90+1' | Sân vận động: Bramall Lane Lượng khán giả: 0 Trọng tài: Paul Tierney |  |

| 28 tháng 6 năm 2020 | Leicester City | 0–1      | Chelsea     | Leicester                                                               |  |
| 16:00 BST           |                | Chi tiết | Barkley 63' | Sân vận động: King Power Stadium Lượng khán giả: 0 Trọng tài: Mike Dean |  |

| 28 tháng 6 năm 2020 | Newcastle United | 0–2      | Manchester City                      | Newcastle upon Tyne                                                 |  |
| 18:30 BST           |                  | Chi tiết | De Bruyne 37' (ph.đ.) · Sterling 68' | Sân vận động: St James' Park Lượng khán giả: 0 Trọng tài: Lee Mason |  |

## Bán kết
Vòng bán kết diễn ra vào ngày 18 và 19 tháng 7 năm 2020 và cả 2 trận đều thi đấu tại sân vân động Wembley.
| 18 tháng 7 năm 2020 | Arsenal             | 2–0      | Manchester City | Wembley, London                                                               |  |
| 19:45 BST           | Aubameyang 19', 71' | Chi tiết |                 | Sân vận động: Sân vận động Wembley Lượng khán giả: 0 Trọng tài: Jonathan Moss |  |

| 19 tháng 7 năm 2020 | Manchester United     | 1–3      | Chelsea                                        | Wembley, London                                                           |  |
| 18:00 BST           | Fernandes 85' (ph.đ.) | Chi tiết | Giroud 45+11' · Mount 46' · Maguire 74' (l.n.) | Sân vận động: Sân vận động Wembley Lượng khán giả: 0 Trọng tài: Mike Dean |  |

## Chung kết
Trận chung kết được diễn ra vào ngày 1 tháng 8 năm 2020 trên sân vận động Wembley. Tại Việt Nam, trận đấu này được tường thuật trực tiếp trên FPT Play và SCTV.
| Arsenal                     | 2–1      | Chelsea    |
| --------------------------- | -------- | ---------- |
| Aubameyang 28' (ph.đ.), 67' | Chi tiết | Pulisic 5' |

## Cầu thủ ghi bàn hàng đầu
| # | Cầu thủ                   | Câu lạc bộ        | Bàn thắng |
| - | ------------------------- | ----------------- | --------- |
| 1 | James Ball                | Solihull Moors    | 5         |
| 1 | Harry McKirdy             | Carlisle United   | 5         |
| 3 | Miguel Almirón            | Newcastle United  | 4         |
| 3 | Pierre-Emerick Aubameyang | Arsenal           | 4         |
| 3 | Maxime Biamou             | Coventry City     | 4         |
| 3 | Nathan Delfouneso         | Blackpool         | 4         |
| 3 | Morgan Ferrier            | Tranmere Rovers   | 4         |
| 3 | Tom Pope                  | Port Vale         | 4         |
| 9 | Pádraig Amond             | Newport County    | 3         |
| 9 | Ross Barkley              | Chelsea           | 3         |
| 9 | Tom Eaves                 | Hull City         | 3         |
| 9 | Adam Idah                 | Norwich City      | 3         |
| 9 | Odion Ighalo              | Manchester United | 3         |
| 9 | Kieron Morris             | Tranmere Rovers   | 3         |
| 9 | Josh Murphy               | Cardiff City      | 3         |
| 9 | Vadaine Oliver            | Northampton Town  | 3         |
| 9 | Michael Smith             | Rotherham United  | 3         |
| 9 | Nathan Thomas             | Carlisle United   | 3         |
| 9 | Jordan Williams           | AFC Fylde         | 3         |